# Derek (serie televisiva)
Derek è una serie televisiva britannica in stile falso documentario ideata, diretta ed interpretata da Ricky Gervais. L'episodio pilota, prodotto da Derek Productions Ltd per Channel 4, è andato in onda il 12 aprile 2012.
Il 9 maggio 2012 Channel 4 ha annunciato di aver ordinato un'intera stagione televisiva, che viene trasmessa da 30 gennaio 2013 dall'emittente. Il 19 settembre 2012 Netflix ha acquistato la serie per poterla distribuire tramite il suo servizio streaming negli Stati Uniti.

## Trama
La serie è ambientata in una casa di riposo ed è incentrata sull'ingenuo quarantanovenne Derek Noakes, che da tre anni assiste gli anziani del posto. L'uomo è gentile, disponibile ed altruista, ed ama guardare i programmi televisivi e i video di YouTube. È sensibile e vulnerabile a causa della sua ingenuità fanciullesca e della sua scarsa intelligenza. La sua goffaggine, la sua scarsa attrattività e la sua mancanza di inibizioni lo portano ad essere ridicolizzato ed emarginato dalla società. Ma Derek tiene sempre a mente l'insegnamento di un'anziana (morta nell'episodio pilota) a cui era particolarmente affezionato: è meglio essere gentili che intelligenti o di bell'aspetto.

## Episodi
| Stagione         | Episodi | Prima TV UK | Pubblicazione Italia |
| ---------------- | ------- | ----------- | -------------------- |
| Pilot            | 1       | 2012        | 2015                 |
| Prima stagione   | 6       | 2013        | 2015                 |
| Seconda stagione | 6       | 2014        | 2015                 |
| Special          | 1       | 2014        | 2015                 |

## Personaggi
Oltre al protagonista Derek, altri personaggi sono: Hannah, collega ed amica di Derek che lavora nella casa da quindici anni, interpretata da Kerry Godliman; Dougie, interpretato da Karl Pilkington, custode della casa e autista dell'autobus; Kev, interpretato da David Earl, amico di Derek e collezionista di autografi di personaggi famosi.

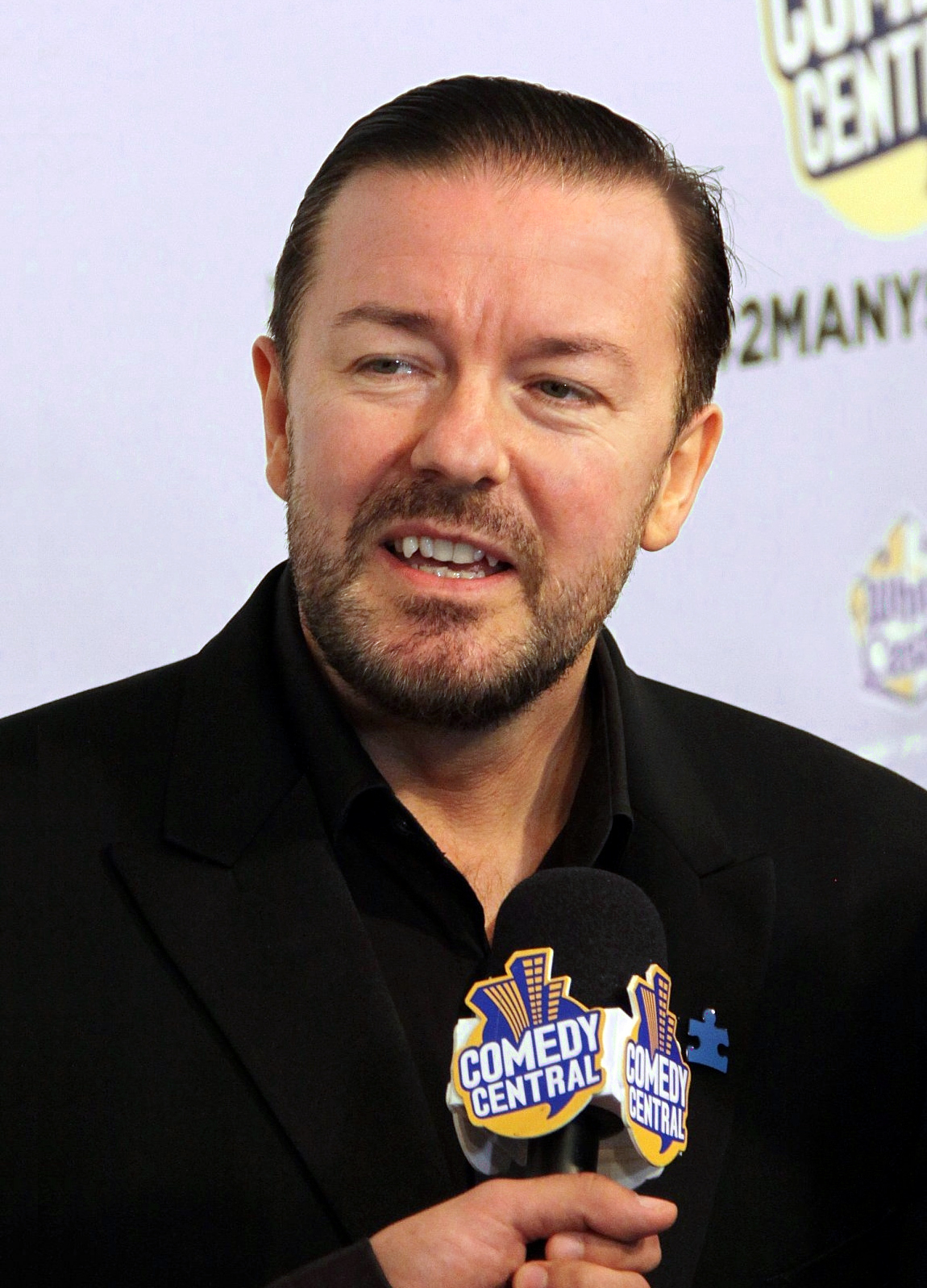
Ricky Gervais interpreta Derek
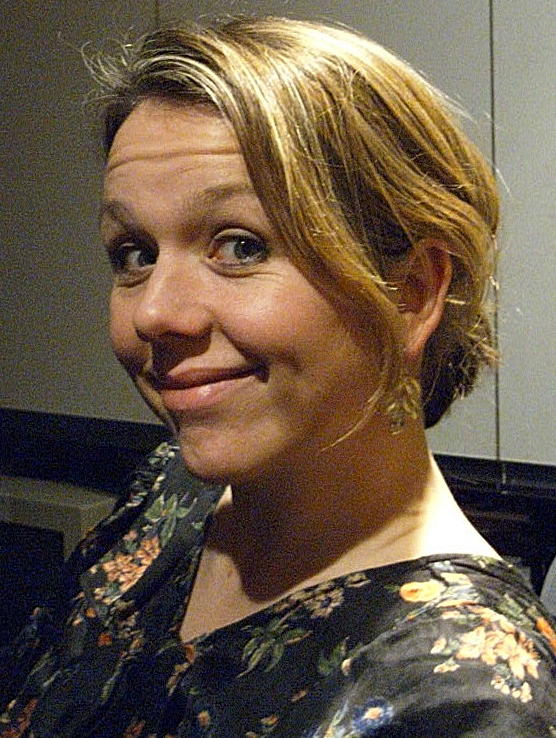
Kerry Godliman interpreta Hannah
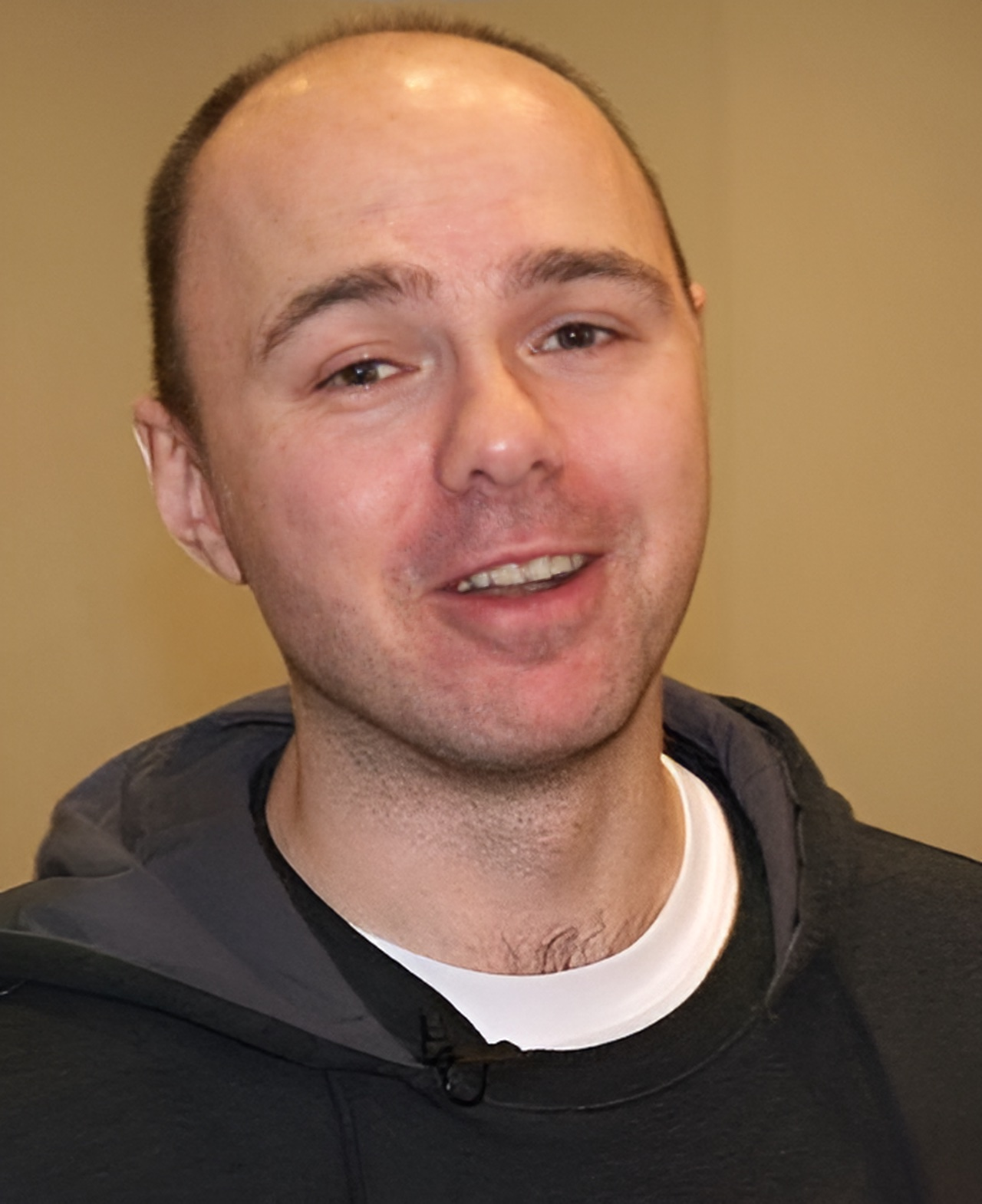
Karl Pilkington interpreta Dougie

## Accoglienza
La serie ha attirato polemiche – la maggior parte prima che andasse in onda – a causa della percezione da parte di alcuni che intendesse deridere le persone con disabilità mentali. Tanya Gold, scrivendo per The Guardian, ha respinto le dichiarazioni di Gervais secondo le quali in Derek l'autore fa satira sui pregiudizi nei confronti dei disabili, sostenendo invece che «sembra più pigra crudeltà che satira». Jack Seale ha affrontato la questione nella sua recensione per Radio Times, facendo notare che Derek «è presentato senza cinismo come un eroe che è, secondo Gervais, "meglio di noi" perché manca di ego e di furbizia e vuole solo essere gentile. Quelli che cercano di trovare un'offesa nel ritratto di Derek dato da Gervais avranno da lavorare sodo». Seale ha comunque criticato la serie per il suo affidarsi in maniera eccessiva ad elementi e caratterizzazioni dei precedenti programmi realizzati da Gervais, mentre ha elogiato l'emozionante scena finale, definita come un'«opera davvero superba di Gervais come attore, scrittore e regista», e l'interpretazione di Kerry Godliman, affermando «ogni momento in cui lei è sullo schermo è magico e commovente». Anche Sam Wollaston di The Guardian ha trovato le controversie su Derek non giustificate, ma ha dato un giudizio meno favorevole, ritenendo la serie «non molto buona» e che «l'intera cosa del mockumentary appare logora al momento».
L'episodio pilota è stato seguito da poco più di due milioni di telespettatori, oltre il dieci per cento delle persone che guardavano la televisione in quel momento.